# Speonomus curvipes
Speonomus curvipes es una especie de escarabajo del género Speonomus, familia Leiodidae. Fue descrita por Piochard de la Brûlerie en 1873. Se encuentra en Francia.

## Subespecies
Se reconocen las siguientes:
- S. c. curvipes
- S. c. subcurvipes
- S. c. subrectipes